# Bystrá, Stropkov
Bystrá este o comună slovacă, aflată în districtul Stropkov din regiunea Prešov. Localitatea se află la altitudinea de 379 m deasupra n.m., se întinde pe o suprafață de 3,01 km2 și în 2017 număra 25 de locuitori.

## Istoric
Localitatea Bystrá este atestată documentar din 1405.

## Demografie
| An:                | 1994 | 2004    | 2014   | 2024    |
| ------------------ | ---- | ------- | ------ | ------- |
| Număr de persoane: | 49   | 33      | 30     | 16      |
| Diferență:         |      | −32,65% | −9,09% | −46,66% |

| An:                | 2023 | 2024    |
| ------------------ | ---- | ------- |
| Număr de persoane: | 14   | 16      |
| Diferență:         |      | +14,28% |